# 46-os busz (Salgótarján)
A salgótarjáni 46-os busz a Camping-telep és Baglyasalja között közlekedik. A járat menetideje 26 perc.

## Útvonala
| Baglyasalja, Katalintelep felé:                                                                                  | Camping telep felé:                                                                                              |
| --- | --- |
| Camping telep – Camping út – Füleki út – Rákóczi út – Baglyasi út – Petőfi Sándor út – Baglyasalja, Katalintelep | Baglyasalja, Katalintelep – Petőfi Sándor út – Baglyasi út – Rákóczi út – Füleki út – Camping út – Camping telep |

## Megállóhelyei
| 46 (Camping telep – Baglyasalja) |                               |          | | |
| Perc (↓)                         | Megállóhely                   | Perc (↑) | Megállóhelyet érintő járatok                                                                                | Fontosabb létesítmények                                                                                              |
| 0                                | Camping telep                 | 26       | 6, 36, 61, 63, 63S                                                                                          | |
| 1                                | Strandfürdő                   | 25       | 6, 11, 11A, 11B, 19, 36, 61, 63, 63S, 113                                                                   | Városi Strandfürdő, Strandkézilabda pálya                                                                            |
| 2                                | Beszterce-lakótelep           | 24       | 6, 11, 11A, 11B, 19, 36, 61, 63, 63S, 113                                                                   | |
| 3                                | Béketelep                     | 23       | 6, 11, 11A, 11B, 19, 36, 61, 63, 63S, 113                                                                   | |
| 4                                | Élelmiszerbolt                | 22       | 6, 11, 11A, 11B, 19, 36, 61, 63, 63S, 113                                                                   | |
| 6                                | Rendelőintézet                | 20       | 6, 7, 7A, 7B, 11, 11A, 11B, 19, 27A, 36, 61, 63, 63S, 113                                                   | Rendelőintézet |
| 7                                | Szent Lázár Kórház            | 19       | 6, 7, 7A, 7B, 11, 11A, 11B, 19, 27A, 36, 61, 63, 63S, 113                                                   | Nógrád Vármegyei Szent Lázár Kórház                                                                                  |
| 9                                | Füleki úti körforgalom        | 17       | 1, 1U, 6, 7, 7A, 7B, 11, 11A, 11B, 13, 14, 19, 27A, 36, 46, 63, 63S, 113                                    | |
| 11                               | Fő tér                        | 15       | 1, 1U, 6, 7, 7A, 7B, 11, 11A, 11B, 13, 14, 19, 27A, 36, 46, 63, 63S, 113                                    | Salgótarján József Attila Művelődési és Konferencia Központ, Karancs Szálló, dr. Förster Kálmán Emlékpark            |
| ∫                                | Bem utca                      | 14       | 1, 3C, 5, 6, 7, 7A, 7B, 7C, 8, 11, 11A, 11B, 14, 19, 27A, 36, 46, 58, 63, 63S                               | Városháza, Dornyay Béla Múzeum, Apolló Mozi                                                                          |
| 13                               | Megyeháza                     | 13       | 1, 1U, 3C, 5, 6, 7, 7A, 7B, 7C, 8, 9, 11, 11A, 11B, 13, 14, 19, 27A, 36, 46, 58, 63, 63S, 113               | Megyeháza |
| 14                               | Tűzhelygyár                   | 12       | 1, 1U, 2A, 2T, 3C, 5, 6, 7, 7A, 7B, 7C, 8, 11, 11A, 11B, 13, 14, 19, 27A, 36, 46, 58, 63, 63S, 113          | Tűzhelygyár, Salgótarjáni Szakképzési Centrum Stromfeld Aurél Gépipari, Építőipari és Informatikai Szakközépiskolája |
| 15                               | Tűzhelygyár alsó              | 11       | 1, 1U, 2A, 2T, 3C, 5, 6, 7, 7A, 7B, 7C, 8, 11, 11A, 11B, 13, 14, 19, 27A, 36, 46, 58, 63, 63S, 113          | Tűzhelygyár |
| 16                               | Külső-pályaudvar bejárati út  | 10       | 1, 1U, 2A, 2T, 3, 3C, 4, 5, 6, 7, 7A, 7B, 7C, 8, 9, 11, 11A, 11B, 13, 14, 19, 27A, 36, 46, 58, 63, 63S, 113 | Salgótarján külső Salgótarján helyi autóbusz-állomás                                                                 |
| 17                               | Baglyasalja, elágazó          | 9        | 4, 4A, 14, 46                                                                                               | |
| 19                               | Baglyasalja, felüljáró        | 7        | 3C, 4, 4A, 14, 46                                                                                           | |
| 20                               | Baglyasalja, élelmiszerbolt   | 6        | 4, 4A, 14, 46                                                                                               | |
| 21                               | Baglyasalja, általános iskola | 5        | 4, 4A, 14, 46                                                                                               | óvoda, posta, Baglyaskő Idősek Otthona                                                                               |
| 22                               | Baglyasalja, sporttelep       | 4        | 4, 4A, 14, 46                                                                                               | Baglyasaljai sporttelep, Szoborpark, Diákotthon                                                                      |
| 24                               | Baglyasalja, orvosi rendelő   | 3        | 4, 4A, 14, 46                                                                                               | Orvosi rendelő, Baglyasaljai Római katolikus templom                                                                 |
| 24                               | Baglyasalja, FMSZ             | 2        | 4, 4A, 14, 46                                                                                               | |
| 26                               | Baglyasalja, Katalintelep     | 0        | 4, 4A, 14, 46                                                                                               | |

## Közlekedés
A 46-os buszok csak munkanapokon, csúcsidőben közlekednek. A Camping telep felé 6, Baglyasalja felé 3 indulás van egy nap.
A járat célja, hogy csúcsidőben sűrűbb eljutást biztosítson mind a Camping telep, mind pedig Baglyasalja irányába, illetve közvetlen kapcsolatot teremtsen Baglyasalja és a Megyei Kórház és a Rendelőintézet között.

## Külső hivatkozások
- Valós idejű utastájékoztatás Archiválva 2018. augusztus 21-i dátummal a Wayback Machine-ben